# Jim Gray

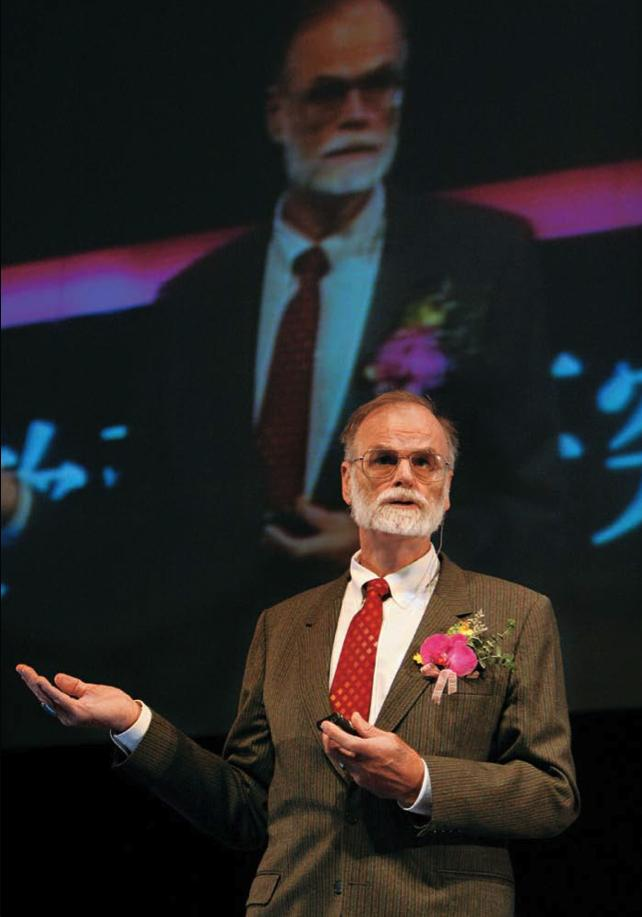
Jim Gray in 2006

James (Jim) Nicholas Gray (San Francisco, 12 januari 1944; vermist sinds 2007) was een Amerikaans informaticus. Voor zijn bijdragen op het gebied van databases kreeg hij in 1998 de Turing Award.

## Levensloop
Jim Gray werd in 1944 geboren in San Francisco. Zijn eerste jaren bracht hij door in Rome en Virginia, maar na de scheiding van zijn ouders werd hij door zijn moeder opgevoed in zijn geboortestad. 
In 1961 slaagde hij voor de middelbare school en ging hij studeren aan de Universiteit van Californië in Berkeley. Aanvankelijk studeerde hij natuurkunde, maar later wisselde hij van studie, en in 1966 ontving hij een Bachelor-graad in toegepaste wiskunde. Na een jaar in New Jersey te hebben gewoond keerde hij terug in Berkeley, en in 1969 promoveerde hij op een onderzoek naar contextvrije grammatica's en formele talentheorie. 
Tussen 1971 en 1994 werkte Gray bij verschillende technologiebedrijven, waaronder IBM, Tandem Computers, DEC en Microsoft. Bij IBM was hij een collega van Edgar F. Codd, de grondlegger van het relationele databasemodel.
Gray was een ervaren zeiler. Op 28 januari 2007 keerde hij niet terug van een solozeiltocht naar de Farallon-eilanden in de buurt van San Francisco. Het weer was goed en een noodsignaal werd niet ontvangen. Een vierdaagse zoekactie door de kustwachte leverde niets op. Op 28 januari 2012, precies vijf jaar na zijn verdwijnen, werd Jim Gray dood verklaard.
Jim Gray trouwde twee keer en had één dochter.

## Werk
Gray werkte als softwareontwikkelaar en onderzoeker bij verschillende technologiebedrijven. Bij IBM werkte mee aan System R, een van de eerste relationele databasesystemen. Hij ontwikkelde verschillende technologieën die in databasesystemen gebruikt worden, waaronder multiple granularity locking, het two-phase commit protocol en de OLAP cube. Bovendien formuleerde hij de ACID-regels.
Voor zijn bijdragen op het gebied van databases ontving hij in 1998 de Turing Award.